# Beat the Devil
Beat The Devil is een Amerikaans-Britse film uit 1953 onder regie van John Huston met in de hoofdrol Humphrey Bogart en Jennifer Jones. De film is moeilijk te categoriseren en tegelijk een komedie, thriller, parodiefilm (van film noir) en dramafilm. Destijds was de film geen succes, maar doorheen de jaren groeide ze uit tot een cultfilm.
De film bevindt zich momenteel in het publiek domein.

## Verhaal
Een groep criminelen op doorreis naar Afrika is gestrand in Italië. Daar ontmoeten ze de Dannreuthers, een echtpaar dat van plan is in Afrika een stuk land te kopen waar blijkbaar veel Uranium in de grond zit.

## Rolverdeling
| Acteur            | Personage                |
| ----------------- | ------------------------ |
| Humphrey Bogart   | Billy Dannreuther        |
| Jennifer Jones    | Mrs. Gwendolen Chelm     |
| Gina Lollobrigida | Maria Dannreuther        |
| Robert Morley     | Peterson                 |
| Peter Lorre       | Julius O'Hara            |
| Edward Underdown  | Harry Chelm              |
| Ivor Barnard      | Major Jack Ross          |
| Marco Tulli       | Ravello                  |
| Manuel Serrano    | Ahmed                    |
| Bernard Lee       | Inspecteur Jack Clayton  |
| Mario Perrone     | Purser on SS Nyanga      |
| Giulio Donnini    | Beheerder                |
| Saro Urzì         | kapitein SS Nyanga       |
| Juan de Landa     | Hispano-Suiza bestuurder |
| Aldo Silvani      | Charles                  |
| Alex Pochet       | Hotel Manager            |
| Mimo Poli         | Barman                   |